# Aeshna subpupillata
Aeshna subpupillata är en trollsländeart som beskrevs av Robert McLachlan 1895.
Aeshna subpupillata ingår i släktet mosaiktrollsländor och familjen mosaiktrollsländor. Inga underarter finns listade i Catalogue of Life.